# Kalvtjärnen (Anundsjö socken, Ångermanland)
Kalvtjärnen är en sjö i Örnsköldsviks kommun i Ångermanland och ingår i Gideälvens huvudavrinningsområde.